# Ruthard (Mainz)

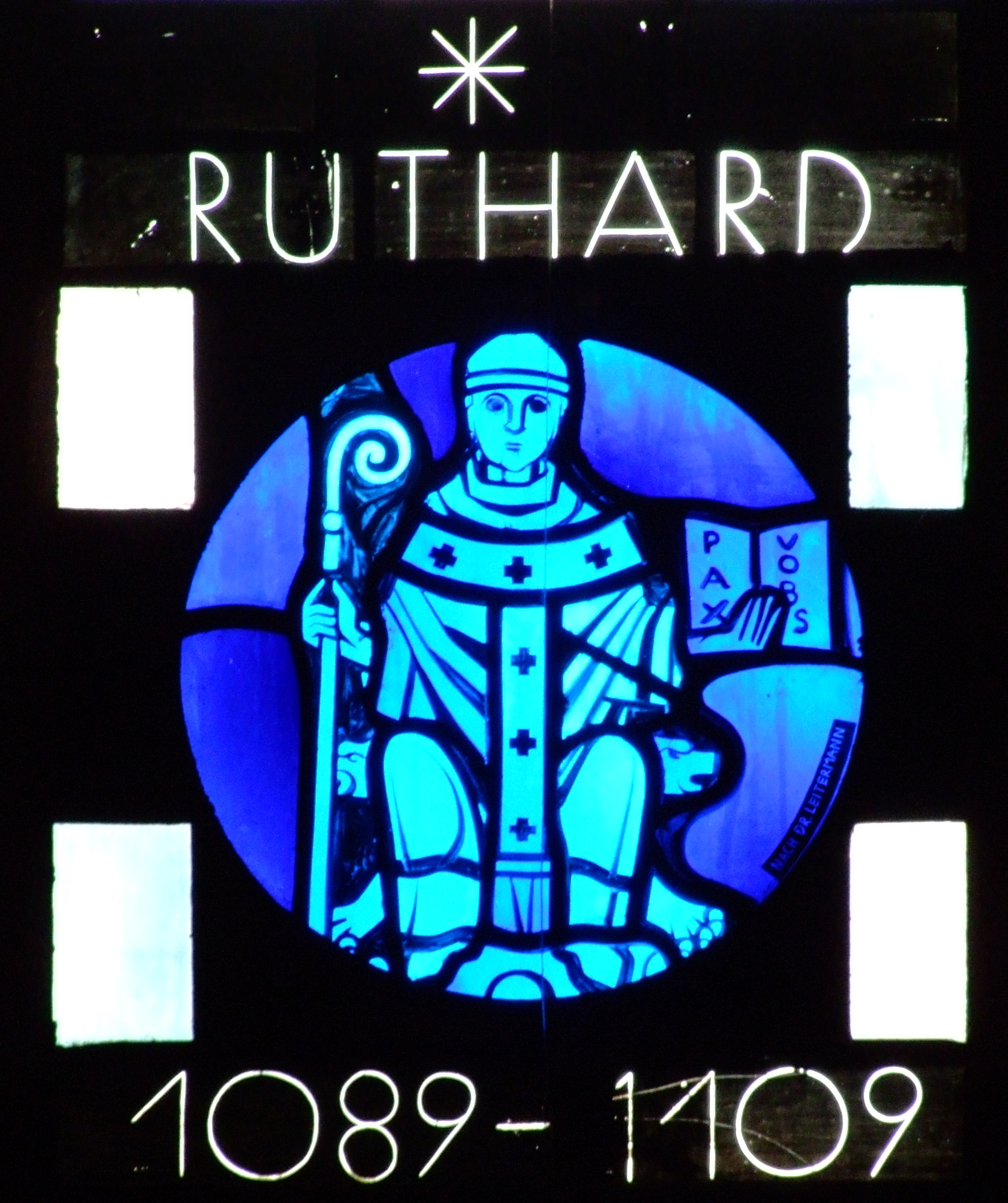
Glasbild des Bischofs Ruthard im Dom zu Mainz. Das Bild entspricht im Wesentlichen dem von Ruthard geführten Siegel

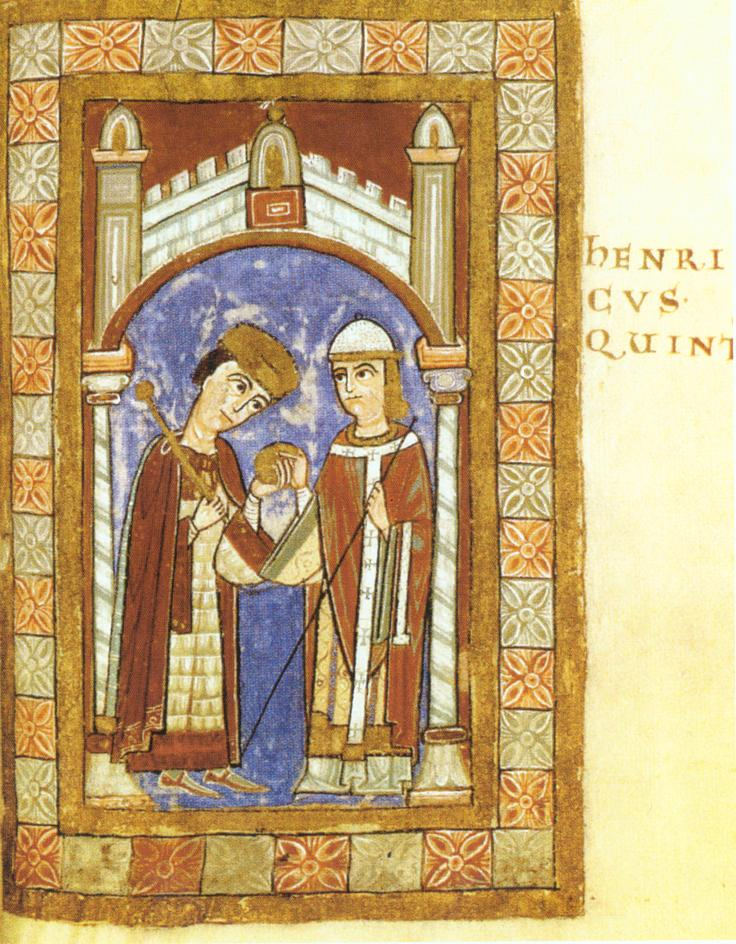
Erzbischof Ruthard von Mainz überreicht Heinrich V. die Sphaira. (Anonyme Kaiserchronik für Heinrich V., 1112/1114, Cambridge, Corpus Christi College, The Parker Library, Ms. 373, fol. 83r)

Ruthard OSB († 2. Mai 1109) war von 1089 bis 1109 Erzbischof von Mainz. Zunächst auf kaiserlicher Seite wandte er sich dem Reformpapsttum zu und war am Sturz Heinrichs IV. zu Gunsten von Heinrich V. maßgeblich beteiligt.

## Frühe Jahre
Er entstammte den Embrichonen, einer Ministerialenfamilie der Erzbischöfe von Mainz, die in Thüringen und dem Rheingau ansässig war. Namentlich genannt sind ein Bruder Embricho (Embricho II. von Geisenheim, Graf im Rheingau, 1108 Vizedom?) sowie als weitere Verwandte Wulferich (von Winkel?), Werner und Stephan.
Er trat in den Benediktinerorden ein und wurde um 1080 Abt des Klosters St. Peter in Erfurt.

## Wirken im Inneren
Auf Betreiben von Heinrich IV. wurde er 1089 zum Erzbischof in Mainz gewählt. Durch das Amt als Erzbischof war er zugleich Reichserzkanzler. Er war zunächst königstreu und reformorientiert und sollte den vom Kaiser eingesetzten Gegenpapst Clemens III. stützen. Dafür hatte ihn Urban II. gebannt.
Sein Verhältnis zu den führenden Kräften im Domkapitel war gut. Im Sinne der Hirsauer Reform gründete oder förderte Ruthard verschiedene Klöster. Zum Teil geschah dies durch Umwandlung älterer Kanonikerstifte. Dazu gehörten die Klöster in Höchst, Comburg, Johannisberg, Marienstein, Bursfelde, Lippoldsberg und Disibodenberg. Dem letzteren machte er reiche Schenkungen.

## Judenpogrom
In seine Amtszeit fiel der Erste Kreuzzug, in dessen Vorfeld es Ende Mai 1096 in Mainz (Magenza) zu einem Pogrom kam. Ihm gelang es nicht, den ihm durch den König aufgetragenen Judenschutz umzusetzen. Der Übermacht des „Volkskreuzzuges“ entzog er sich durch die Flucht ins rechtsrheinische Rüdesheim, während hunderte von Juden in Mainz ermordet wurden. 
Nach Darstellung des Chronisten Burchard von Ursberg wurden 1098 im Rahmen einer Untersuchung des Kaisers zu dem Pogrom und wer Vermögen der getöteten Juden unterschlagen hatte, Blutsverwandte des Erzbischofs beschuldigt. Ruthard floh darauf mit seinen Angehörigen nach Thüringen, wo die Adelsopposition stark war, um sich dort in Sicherheit zu bringen.

## Opposition gegen Heinrich IV.
Dort schloss er sich Papst Urban II. an. Der Gegenpapst Clemens verurteilte Ruthard, verbot allen Angehörigen der Mainzer Kirche bei Androhung des Anathemas den Umgang mit Ruthard, hob die Gehorsamspflicht auf und befahl die Wahl eines neuen Erzbischofs. Auf der anderen Seite hob Urban II. den Bann auf. Zur Wahl eines neuen Erzbischofs kam es nicht. Vom thüringischen Teil seines Bistums wirkte er weiter als Erzbischof und war 1102 etwa an der Neuwahl eines Bischofs von Halberstadt beteiligt.
Im Jahr 1105 unterstützte er die Rebellion von Heinrich V. und war maßgeblich am Sturz Heinrich IV. beteiligt. Er erkannte nunmehr eindeutig den Primat-Anspruch des Papstes gegenüber dem Kaiser an. Als Mainzer Erzbischof verstand er sich als Erster unter den geistlichen und weltlichen Großen. Bei der Fürstentagung vom 5. Januar 1106 war es Ruthard, der Heinrich V. die Reichsinsignien übergab. Die Weihe nahm indes der päpstliche Legat vor.

## Verhältnis zu Paschalis II.
Obwohl Papst Paschalis II. Ruthard ausdrücklich anerkannt hatte und an einem guten Verhältnis zu ihm interessiert war, hat Ruthard sich doch die Missbilligung des Papstes zugezogen. So hatte er gegen den Willen von Paschalis Reinhard von Blankenburg zum Bischof von Halberstadt geweiht, obwohl der Papst diesen ausdrücklich nicht bestätigt hatte, weil er seine Investitur von einem Laien erhalten hatte. Auch die Wiedereinsetzung des Suffraganbischofs Udo von Hildesheim, ohne Zustimmung eines Konzils wurde von päpstlicher Seite kritisiert. Auch erschien er 1107 nicht zu einer Synode. Daraufhin suspendierte ihn der Papst. Ruthard nahm dies Urteil vorbehaltlos an. Diese vorbehaltlose Anerkennung der päpstlichen Rechtsgewalt führte zur Wiedereinsetzung Ruthards.
Für das Selbstbewusstsein Ruthards spricht, dass er als erster Mainzer Erzbischof ein Thronsiegel benutzte.